# Cupidesthes robusta
Cupidesthes robusta är en fjärilsart som beskrevs av Aurivillius 1895. Cupidesthes robusta ingår i släktet Cupidesthes och familjen juvelvingar. Inga underarter finns listade i Catalogue of Life.

## Bildgalleri

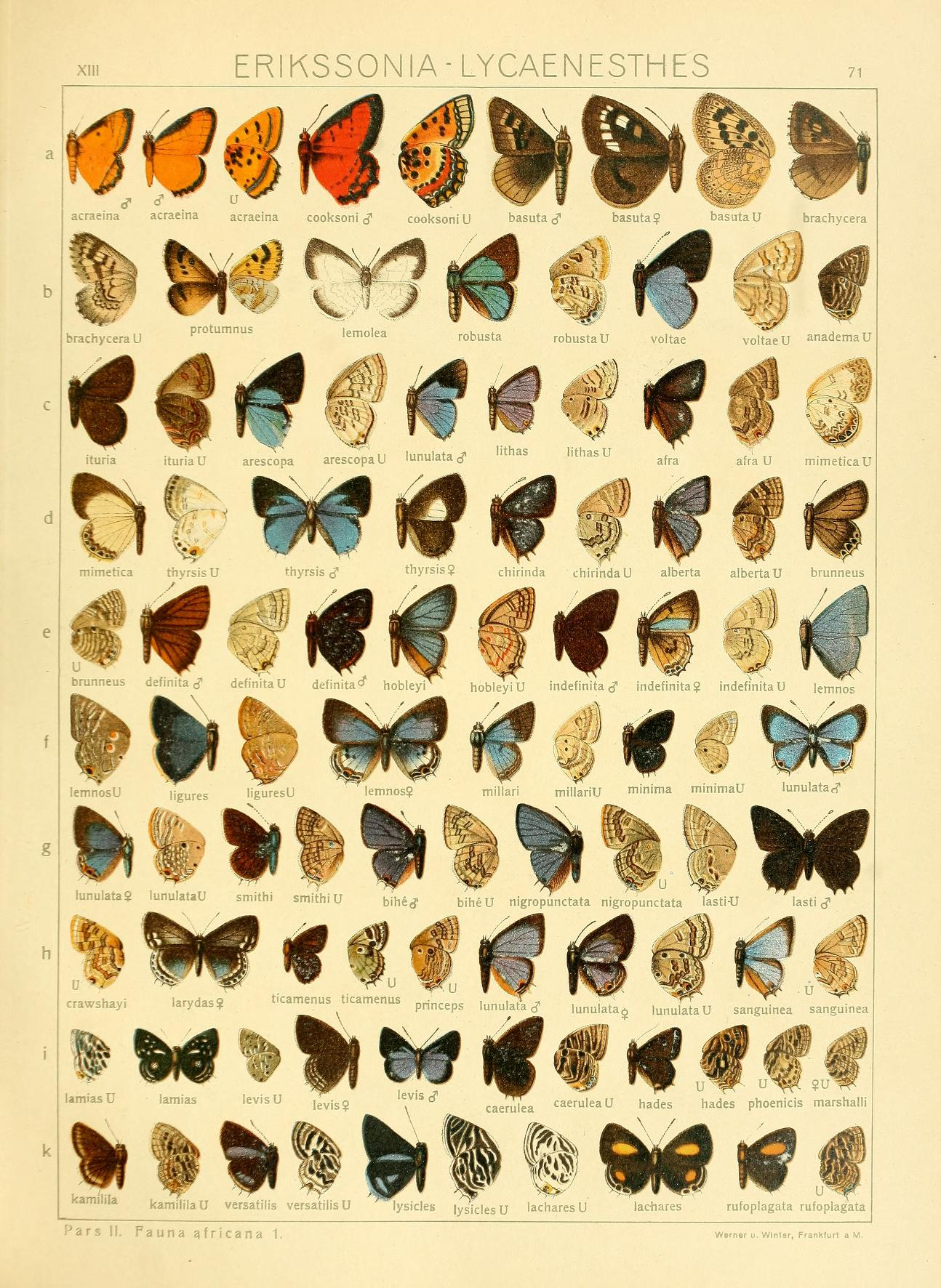